# Blow (Film)
Blow ist ein US-amerikanischer Spielfilm aus dem Jahr 2001. Die von Ted Demme inszenierte Literaturverfilmung basiert auf dem Buch Blow: How a Small Town Boy Made $100 Million with the Medellín Cocaine Cartel and Lost It All von Bruce Porter, das die Lebensgeschichte von George Jung erzählt, der eigenen Einschätzungen zufolge in den 1970er und 1980er Jahren der größte Kokaindealer der USA war.
In den Hauptrollen spielen Johnny Depp und Penélope Cruz.

## Namensherkunft
Der Titel Blow ist auf die Slang-Bedeutung des englischen Wortes „blow“ für Kokain zurückzuführen.

## Handlung
George Jung wächst in einer mittelständischen Familie auf. Sein geliebter Vater Fred arbeitet als Heizungsinstallateur, kann die narzisstische Mutter jedoch finanziell nicht zufriedenstellen. Schon bald wird George klar, dass er nie so leben möchte. Nach der Schulzeit zieht er mit seinem Freund Tuna nach Kalifornien.
Es ist die Zeit der Hippies. Am Strand lernt er Marihuana und die Stewardess Barbara kennen. Durch sie kommt er mit dem Herrenfriseur Derek Foreal zusammen, dem örtlichen Marihuana-Dealer. George steigt ins Dealergeschäft ein und kann sich bald mit Hilfe von Barbara, die als Stewardess zwischen den Küsten pendelt, auch an der Ostküste einen großen Kundenstamm aufbauen. Da die Nachfrage rasant steigt und er mit den Zwischenhändler-Gewinnen nicht zufrieden ist, reist er nach Mexiko, um direkt von einem Marihuanaproduzenten größere Mengen zu kaufen. Diese transportiert er mit einer gestohlenen Cessna über die Grenze.
Eines Tages wird George mit mehr als 330 kg Marihuana erwischt und zu einer Haftstrafe verurteilt. Er tritt die Haft jedoch nicht an, sondern taucht unter, um bis zu ihrem Tod bei der krebskranken Barbara zu bleiben. Als er, immer noch auf der Flucht vor dem Gesetz, seine Eltern besucht, alarmiert seine Mutter die Polizei, da sie seine Geschäfte nicht duldet und zu ihm ein äußerst angespanntes Verhältnis hat. So wird er doch noch inhaftiert.
Im Gefängnis lernt George den Kolumbianer Diego Delgado kennen. Dieser macht ihn auf Kokain aufmerksam und verhilft ihm nach ihrer Entlassung zu einem Treffen mit kolumbianischen Dealern. Nach ein paar kleineren Deals lernen sie schließlich Pablo Escobar kennen, auch genannt: El Padrino. Sie kommen mit ihm ins Geschäft und beginnen, Kokain aus Kolumbien in die Staaten zu importieren. Den Vertrieb organisiert er wieder über Derek, seine geheim gehaltene „California-Connection“. In Kalifornien wird der Bedarf der Kundschaft aus dem Musik- und Showbusiness so groß, dass George zum größten Kokaindealer der USA avanciert. Innerhalb kurzer Zeit verdient er Millionen von Dollar, die er auf einer Bank in Panama deponiert.
George lernt Mirtha kennen, eine junge Kolumbianerin und Verlobte eines seiner Geschäftspartner. Sie verlieben sich und feiern das Leben mit Alkohol und illegalen Drogen, insbesondere Kokain. George wird stark süchtig und verliert teilweise den Bezug zur Realität. Seine Geschäftspartner – besonders Diego Delgado – nutzen die Gunst der Stunde und beginnen, ihn aus dem Geschäft zu drängen. Dies gelingt ihnen, nachdem George nach einem Streit mit Diego die Identität Derek Foreals preisgibt. Bald darauf erfährt er, dass Diego hinter seinem Rücken mit Derek zusammenarbeitet, und er somit aus dem Geschäft gedrängt wurde.
Bei der Geburt seiner Tochter Kristina bricht George im Kreißsaal zusammen. Der behandelnde Arzt macht ihn später auf die Auswirkungen seiner Sucht aufmerksam, und George bekommt sein Leben soweit in den Griff, dass er clean wird. An seinem 38. Geburtstag wird George während einer exzessiven Party, bei der auch wieder Drogen im Spiel sind, erneut festgenommen. Um seine Familie zu entlasten, unterschreibt er einen Handel mit der Staatsanwaltschaft, nimmt alle Schuld auf sich und kommt auf Kaution frei. Als er in Panama sein Geld abheben will, wird ihm erklärt, dass die Bank, die das Geld verwaltet hat, inzwischen von Noriegas Regime verstaatlicht wurde.
Mirtha will ihren bisherigen Lebensstandard jedoch nicht einschränken und verlässt George, weil es plötzlich kein Geld mehr gibt. Daraufhin versucht George erneut einen Kokaindeal. Bei einer Autofahrt gerät er dermaßen mit Mirtha in Streit, dass der Wagen von der Straße abkommt. Ein Polizeiwagen, der zufällig hinter ihnen fährt, stoppt den Wagen, und die Polizisten versuchen Mirtha zu beruhigen. Diese beschuldigt George, dass er sie vergewaltigen wollte und zudem Kokain im Kofferraum habe. Als Folge wird er festgenommen. Während George im Gefängnis ist, trennt sich Mirtha von ihm, auch seine Tochter Kristina ist enttäuscht.
Nach der Entlassung kann George jedoch langsam wieder eine Beziehung zu ihr (inzwischen ungefähr neun Jahre alt) aufbauen. George bemüht sich um Aussöhnung mit Mirtha, um seine Tochter häufiger sehen zu können. Mirtha jedoch verlangt im Gegenzug eine Nachzahlung des Unterhalts für die letzten Jahre. Daher plant George 1994 einen letzten Deal mit alten Freunden und neuen Partnern, um seine Frau ausbezahlen und mit seiner Tochter ein neues Leben in Kalifornien aufbauen zu können. Der Deal stellt sich jedoch als Falle der Drogenfahndung und des FBI heraus, und George wird als Wiederholungstäter zu 60 Jahren Haft verurteilt (von denen er 20 Jahre absitzen muss). Zurück bleiben Kristina und Georges nicht eingelöstes Versprechen, für sie da zu sein.
Während des Gefängnisaufenthalts stellt er sich vor, von seiner Tochter besucht zu werden. Im Abspann erfährt der Zuschauer jedoch, dass Kristina ihren Vater bis dato noch nie besuchte. Danach ist ein Foto des echten George Jung zu sehen.

## Auszeichnungen
Der Film gewann den Prism Award als bester Kinofilm, Penélope Cruz wurde für ihre schauspielerische Leistung für einen MTV Movie Award in der Kategorie „Breakthrough Female Performance“ nominiert, gleichzeitig aber auch für eine Goldene Himbeere als „schlechteste Schauspielerin“.

## Kritiken
Das Lexikon des internationalen Films bemängelte, dass der Film es vermeide, Stellung zu beziehen: „statt zu problematisieren, flüchtet er sich in die Stereotypen des Biopics, die er professionell bedient, ohne sie individuell auszudeuten. Seine Wirkung bezieht der Film allenfalls aus der Präsenz des Hauptdarstellers Johnny Depp, der den Dealer nicht als abgebrühten Geld-Hai anlegt, sondern als unsicheres, seinen Weg suchendes Kind, dem man die Sympathie nicht zu versagen vermag. Dies macht ihn umso gefährlicher: Die Verführung hat nicht das Antlitz des Bösen.“

## Soundtrack
1. „Can’t You Hear Me Knocking“ – The Rolling Stones
2. „Rumble“ – Link Wray
3. „Glad and Sorry“ – Faces
4. „Strange Brew“ – Cream
5. „Black Betty“ – Ram Jam
6. „Blinded by the Light“ – Manfred Mann
7. „Let’s Boogaloo“ – Willie Rosario
8. „Keep it Comin’“ – KC and the Sunshine Band
9. „Yellow World“ – J Girls
10. „That Smell“ – Lynyrd Skynyrd
11. „All the Tired Horses“ – Bob Dylan
12. „Can’t You See“ – Marshall Tucker Band
13. „Push & Pull“ – Nikka Costa
14. „El Drogón“ – Pala Ancha

## Hintergrund
- Der Charakter Diego Delgado (Jordi Mollà) aus dem Film basiert auf dem Drogendealer Carlos Lehder Rivas.
- Kristina Jung spielte eine kleine Nebenrolle in dem Film, diese Szenen fielen jedoch dem Schnitt zum Opfer und wurden in der Endfassung nicht verwendet. Dennoch wird sie im Abspann erwähnt.
- Regisseur Ted Demme ist am Schluss des Filmes als Cameo-Auftritt in der Rolle des Anwaltes Arch zu sehen, der George im Gefängnis einen Kassettenrekorder für eine Nachricht an seinen Vater herüberreicht.[2]
- Kristina Jung besuchte ihren Vater im Frühling 2002, ca. ein Jahr nach dem Erscheinen des Films.
- George Jung wurde am 3. Juli 2017 aus der Haft entlassen.
- Der Film wurde bereits vor dem Schreiben des Drehbuchs mit George Jung abgestimmt und laufend abgesprochen. Jung stimmt mit dem Drehbuch im Großen und Ganzen überein, auch Johnny Depp lernte er persönlich kennen. Der Regisseur stellte sich die Aufgabe, den Film so zu gestalten, wie ihn Jung selbst erzählte.

## Zitat
Folgendes Zitat von George Jung erlangte über den Film hinaus Bekanntheit und Anklang.

„War’s das letztendlich alles wert? Ach verdammt. Wie unwiderruflich ich mein Leben vertan habe. Es ist immer der letzte Tag des Sommers, ich stehe draußen in der Kälte und keiner öffnet mir die Tür. Zugegeben, es gab in meinem Leben mehr als genug bewegende Momente. An den meisten Menschen zieht das Leben vorüber, während sie damit beschäftigt sind, grandiose Pläne zu schmieden. Überall, all die Jahre, habe ich hier und dort Stücke meines Herzens gelassen und jetzt ist kaum noch genug davon übrig, um weiter zu leben. Doch ich zwinge mich zu lächeln, denn ich weiß, dass mein Ehrgeiz mein Talent bei weitem übertraf. Es stehen keine prachtvollen Schimmel oder schöne Damen mehr vor meiner Tür.“

Der letzte Satz des Zitats ist eine Anspielung auf das Lied "Lucky Man" von Emerson, Lake & Palmer:

„He had white horses / And ladies by the score / All dressed in satin / And waiting by the door [...]
A bullet had found him / His blood ran as he cried / No money could save him / So he laid down and he died.“